# Giffard (Adelsgeschlecht)
Die Giffard sind eine Familie des anglonormannischen Adels, die mit der Dänin Gunnora, der Konkubine Richards I., Herzog der Normandie und Mutter von dessen Kindern, verwandt ist. Gautier Giffard bekam von Wilhelm dem Eroberer die Herrschaft Longueville und ging mit ihm 1066 nach England. Sein Sohn Walter wurde der 1. Earl of Buckingham.
Die Familie starb mit dessen Sohn, dem 2. Earl of Buckingham aus, das Erbe ging über dessen Tante Rohese an die Familie Clare.

## Stammliste
1. NN
  1. Gunnora, um 989 Konkubine Richards I., Herzog der Normandie (Rolloniden)
  2. Herfast; → Nachkommen: siehe FitzOsbern
  3. Sainfrie, ⚭ NN, forestier
  4. Duvaline, ⚭ Thorold (1035 Twald) de Pont-Audemer († erdrosselt nach 1040); → Nachkommen: die Familie Beaumont, Grafen von Meulan, Earls of Leicester etc.
  5. Wévie, ⚭ Osbern de Bolbec
    1. Gautier Giffard, Herr von Longueville († vor 1085), ging 1066 mit Wilhelm dem Eroberer nach England, ⚭ Ermengarde, Tochter von Géraud Faitel, Schwester von Guillaume, Bischof von Évreux
      1. Walter Giffard, 1. Earl of Buckingham († 15. Juli 1102), nach 1093 1. Earl of Buckingham, Herr von Longueville, begraben in Longueville-sur-Scie, ⚭ Agnes, Schwester von Anseau de Ribemont
        1. Walter Giffard, 2. Earl of Buckingham († 1164), 1102 2. Earl of Buckingham, begraben in Notley Abbey, ⚭ Ermengarde

      2. Rohese, ⚭ Richard de Bienfaite († 1090), Lord of Clare (Suffolk), Herr von Bienfaite und Orbec (Normandie), 1075 Regent von England; → Nachkommen: (Clare (Familie), Earls of Hertford, Earls of Gloucester)
      3. William Giffard († 1129) Lordkanzler von England, Bischof von Winchester
      4. Osbern Giffard († um 1096)
        1. Elias Giffard († um 1130), ⚭ Ala
          1. Elias Giffard († um 1162), Lord of Brimpsfield, ⚭ Berta de Clifford
            1. Elias Giffard († um 1190), Lord of Brimpsfield ⚭ Maud
              1. Elias Giffard († 1248), Lord of Brimpsfield, ⚭ Alice Mautravers
                1. John Giffard, 1. Baron Giffard (1232–1299), ⚭ (1) Maud de Clifford, ⚭ (2) Alicia Maltravers, ⚭ (3) Margaret de Neville († 1338)
                  1. (1) Katherine Giffard, ⚭ Nicholas Audley, 1. Baron Audley of Heleigh
                  2. (1) Eleanore Giffard, ⚭ Fulk Lestrange, 1. Baron Strange of Blackmere
                  3. (1) Maud Giffard, ⚭ William de Geneville
                  4. (3) John Giffard, 2. Baron Giffard (1287–1322), ⚭ Aveline de Courtenay
                  5. (3) Edmund Giffard († vor 1322)

              2. Osbert Giffard († 1237) ⚭ Isabel de Bocland
                1. Osbert of Winterborne Houghton

              3. Gilbert Giffard
              4. Berta Giffard ⚭ Elias de Caylewe
              5. Thomas Giffard († 1195)

            2. Walter Giffard, Lord of Boyton
              1. Hugh Giffard, Lord of Boyton, Constable of the Tower, ⚭ Sybil de Cormeilles
                1. Alexander Giffard († nach 1250), englischer Kreuzritter
                2. Godfrey Giffard (um 1235–1302), Lordkanzler von England, Bischof von Worcester

            3. Gilbert Giffard

    2. Geoffroy, Vizegraf von Arques 1059, ⚭ NN, Tochter von Joscelin, Vizegraf von Rouen, und Emmeline
      1. Guillaume d’Arques († wohl 1087), Lord of Folkestone 1080/86, ⚭ Béatrix Malet, Tochter von Guillaume Malet
        1. Mathildis, ⚭ Guillaume de Tancarville († 1129, Haus Tancarville)
        2. Emma, 1106/37 von Folkestone, begraben im Kloster Saint-Léonard von Guînes, ⚭ (1) Nigel de Monville, ⚭ (2) vor 1106 Manassès († 1137 in Ardres), 1091 Graf von Guînes (Haus Guînes)

      2. Gilbert († 1112), Bischof von Évreux
      3.  ? Osbern d’Arques
        1. Guillaume

    3. Josceline de Bolbec, ⚭ Hugues de Montgommery († 7. Februar vor 1050, begraben in Troarn), 1027 Vizegraf von Hiémois; → Nachkommen: Haus Montgommery

  6. Schwester, ⚭ NN
    1. Béatrice (um 1053 bezeugt), ⚭ Rudolf I. de Varennes (1053/74 bezeugt); → Nachkommen: die Haus Warenne, Earls of Surrey